# Debates Lincoln-Douglas

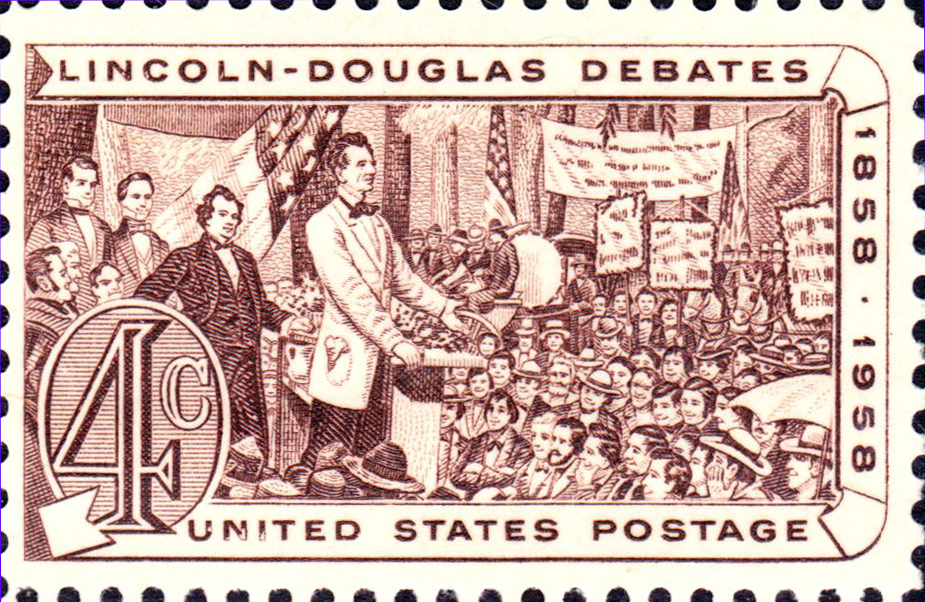
Sello postal de Estados Unidos, edición de 1958, en conmemoración de los debates de Lincoln y Douglas.

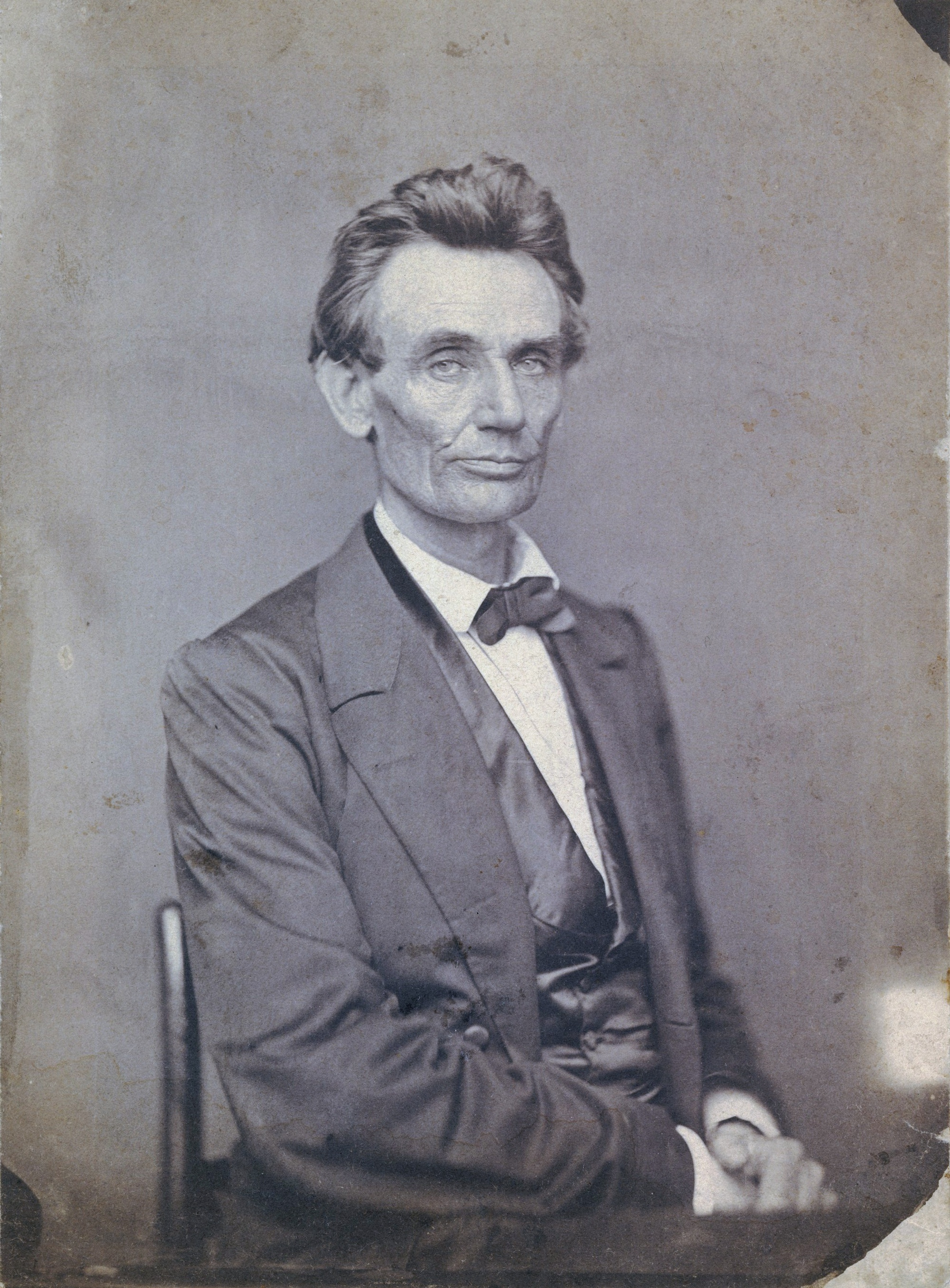
Abraham Lincoln, foto de William March, mayo de 1860.

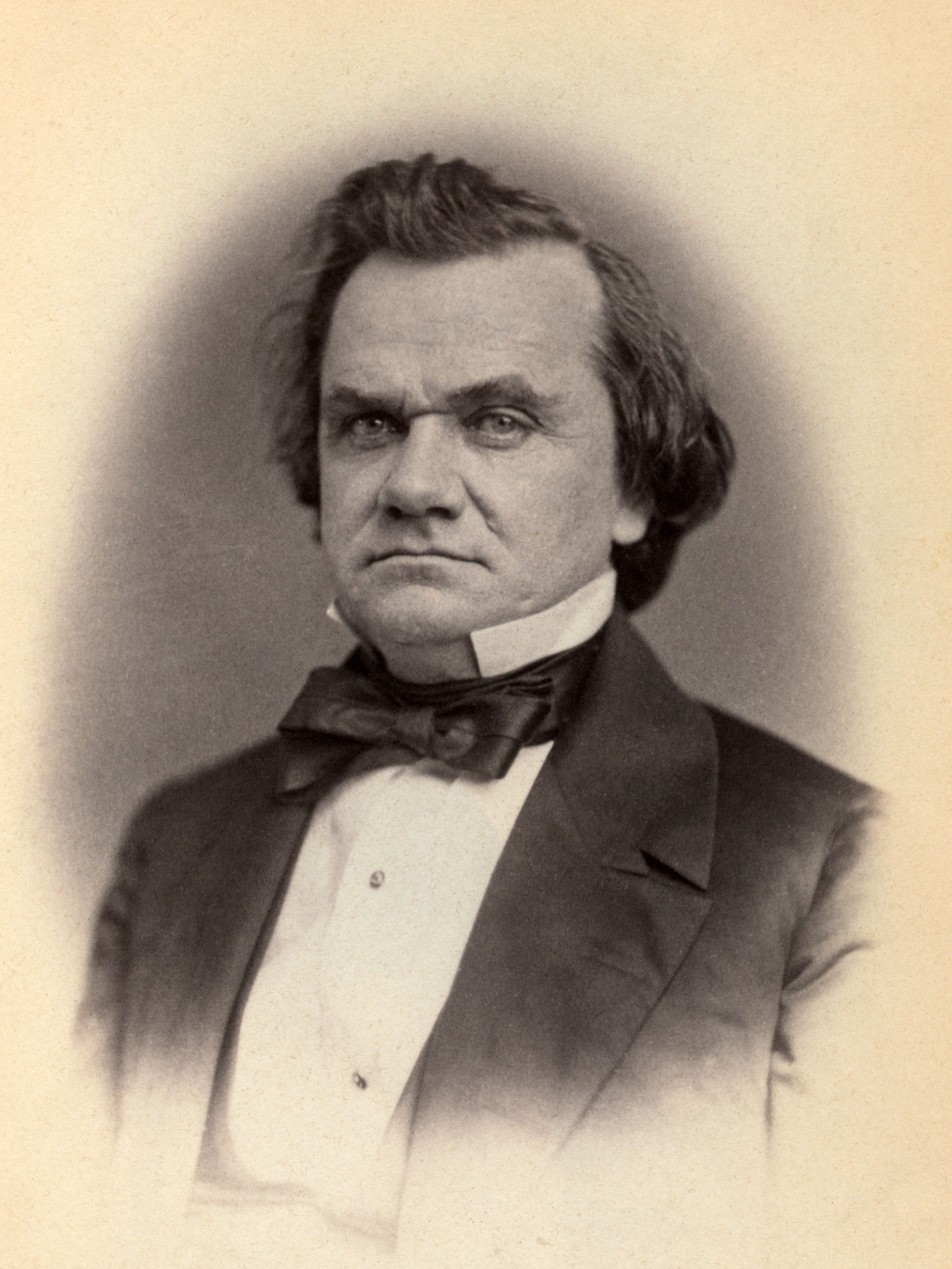
Stephen A. Douglas, foto de Vannerson, 1859.

Los debates Lincoln-Douglas (también conocidos como Los Grandes Debates de 1858) fueron una serie de siete debates entre Abraham Lincoln, el candidato del Partido Republicano al Senado de los Estados Unidos por Illinois, y el senador en ejercicio Stephen Douglas, el candidato del Partido Demócrata. Hasta la 17.ª Enmienda Constitucional de 1913, los senadores eran elegidos por las legislaturas estatales, por lo que Lincoln y Douglas estaban tratando de ganar el control de la Asamblea General de Illinois.
Los debates fueron originalmente un evento mediático: su objetivo era generar publicidad. Lincoln y Douglas decidieron, para maximizarlo, y por el simbolismo político, celebrar un debate en cada uno de los nueve distritos del Congreso de Illinois. Ambos candidatos ya habían hablado en Springfield y Chicago con un día de diferencia, por lo que decidieron que sus apariciones conjuntas se llevarían a cabo en los siete distritos restantes. Cada debate duró 3 horas y se llevó a cabo al aire libre, si el clima lo permitía, aproximadamente de 2 a 5 p. m. El formato fue que un candidato hablara durante 60 minutos, luego el otro candidato hablara durante 90 minutos, y luego al primer candidato se le permitía una réplica de 30 minutos. Los candidatos se alternaban al hablar primero. Como el funcionario en ejercicio, Douglas habló primero en cuatro de los debates.
El tema era la esclavitud, el gran tema del día, que estaba destrozando a la nación. No era la esclavitud en Illinois lo que se estaba debatiendo: Illinois, aunque a regañadientes, había sido un estado libre desde 1848. Era la esclavitud en los Estados Unidos, específicamente si se permitiría o no la esclavitud en los nuevos estados que se crearían a partir de la Compra de Luisiana y la Cesión Mexicana. Estos eran territorios federales sin órganos de gobierno locales, de hecho, sin ningún gobierno local, excepto pequeños lugares o fortalezas. La esclavitud en el Distrito de Columbia también era una cuestión puramente federal, pero la esclavitud existía allí desde el nacimiento del Distrito, y poner fin a la esclavitud allí liberaría a pocos esclavos (se habrían vendido en Maryland o Virginia) y era políticamente imposible. Al centrarse en los nuevos territorios occidentales, la pregunta era clara: ¿cuál era la política federal —nacional— sobre la esclavitud? El estado esclavista de Misuri, con un fuerte apoyo de los otros estados esclavistas, quería que se rescindiera el Compromiso de Misuri y que se crearan nuevos estados esclavistas, comenzando con Kansas.
Nunca había habido una cobertura periodística de tanta intensidad. Ambos candidatos sintieron que estaban hablando con toda la nación, lo que nunca antes había sucedido en ninguna elección estadounidense. Los periódicos más importantes del estado, desde Chicago, enviaron taquígrafos-reporteros para informar los textos completos de cada debate; gracias a los nuevos ferrocarriles, los debates no fueron difíciles de alcanzar con Chicago como punto de partida. A mitad de cada debate, se entregó a los corredores las notas de los taquígrafos. Corrieron hacia el próximo tren a Chicago, convirtiendo la taquigrafía en texto durante el viaje y produciendo una transcripción lista para ser tipográfica y telegrafiada al resto del país tan pronto como llegara. Los periódicos publicaron inmediatamente los discursos en su totalidad, pocas horas después de haber sido pronunciados. Algunos periódicos, que no pretendían ser imparciales, ayudaron a su candidato con correcciones menores, informes sobre la reacción de la audiencia o titulares tendenciosos ("Nuevo y poderoso argumento del Sr. Lincoln: Douglas cuenta la misma vieja historia"). El servicio de noticias de Associated Press envió mensajes simultáneamente a varios puntos, por lo que los periódicos de todo el país (al este de las Montañas Rocosas) los imprimieron y los debates se convirtieron rápidamente en eventos nacionales. Algunos de los discursos de debate se publicaron como folletos, y en 1860 aparecieron como un libro.
Los debates tuvieron lugar entre agosto y octubre de 1858. Los periódicos informaron de 16.000 a 18.000 en Galesburg, 15.000 en Freeport, 12.000 en Quincy y, en el último, en Alton, de 5.000 a 10.000. Los debates cerca de las fronteras de Illinois (Freeport, Quincy y Alton) atrajeron a un gran número de personas de los estados vecinos. 
Durante esta era, los senadores eran seleccionados por las legislaturas estatales, por lo que a pesar de la victoria del voto popular de Lincoln, los representantes del estado de Illinois eligieron a Douglas. Sin embargo, la publicidad convirtió a Lincoln en una figura nacional y sentó las bases para su campaña presidencial de 1860 y su frase de "Una casa dividida contra sí misma, no puede prevalecer", una profecía.
Como parte de su campaña de 1860, Lincoln editó los textos de todos los debates y los publicó en un libro. El libro se vendió bien y lo ayudó a conseguir la nominación presidencial del Partido Republicano en la Convención Nacional Republicana de 1860 en Chicago.

## Antecedentes
Douglas fue elegido por primera vez para el Senado de los Estados Unidos en 1846, y buscaba la reelección para un tercer mandato en 1858. El tema de la esclavitud se planteó varias veces durante su mandato en el Senado, particularmente con respecto al Compromiso de 1850 . Como presidente de la Comisión sobre territorios de Estados Unidos, abogó por un enfoque de la esclavitud llamado soberanía popular: los electorados en los territorios votarían si adoptar o rechazar la esclavitud. Anteriormente se habían tomado decisiones a nivel federal sobre si la esclavitud era permitida o prohibida en los territorios. Douglas tuvo éxito con la aprobación de la Ley Kansas-Nebraska en 1854. El Mr. Lincoln and Friends Society del Gilder Lehrman Institute of American History señala que el prominente residente de Bloomington, Illinois, Jesse W. Fell, un desarrollador inmobiliario local que fundó el Bloomington Pantagraph y que se hizo amigo de Lincoln en 1834, había sugerido los debates en 1854.
Lincoln también había sido elegido al Congreso en 1846 y sirvió un mandato de dos años en la Cámara de Representantes. Durante su tiempo en la Cámara, no estuvo de acuerdo con Douglas y apoyó a la Enmienda Wilmot que buscaba prohibir la esclavitud en cualquier territorio nuevo. Regresó a la política en la década de 1850 para oponerse a la Ley Kansas-Nebraska y ayudar a desarrollar el nuevo Partido Republicano. 
Antes de los debates, Lincoln dijo que Douglas estaba alentando los temores de la fusión de las razas, con suficiente éxito como para alejar a miles de personas del Partido Republicano. Douglas argumentó que Lincoln era un abolicionista por decir que la Declaración de Independencia de Estados Unidos se aplicaba tanto a los negros como a los blancos. Lincoln la consideró una verdad evidente por sí misma y "la cuerda eléctrica... que une los corazones de los hombres patriotas y amantes de la libertad" de diferentes orígenes étnicos.
Lincoln argumentó en su House Divided Speech que Douglas era parte de una conspiración para nacionalizar la esclavitud. Dijo que poner fin a la prohibición del Compromiso de Misuri sobre la esclavitud en Kansas y Nebraska fue el primer paso en esta dirección, y que la decisión de Dred Scott fue otro paso en la dirección de extender la esclavitud en los territorios del norte. Expresó el temor de que la próxima decisión de Dred Scott convirtiera a Illinois en un estado esclavista.
Tanto Lincoln como Douglas tenían oposición. Lincoln era un ex Whig, y el prominente juez Whig Theophilus Lyle Dickey decía que él estaba demasiado ligado a los abolicionistas; en consecuencia, apoyó a Douglas. Pero el presidente demócrata James Buchanan se opuso a Douglas por su labor para derrotar la Constitución de Lecompton, que habría convertido a Kansas en un estado esclavista, y creó un Partido Demócrata nacional rival que le quitó los votos.

## Los debates
Cuando Lincoln convirtió los debates en un libro, en 1860, incluyó el siguiente material como preliminares:
- Discurso de Lincoln en Springfield, 16 de junio, discurso del "Discurso dividido de la casa de Lincoln" (en el volumen, se da la fecha errónea del 17 de junio)
- Discurso de Douglas en Chicago, 9 de julio
- Discurso de Lincoln en Chicago, 10 de julio
- Discurso de Douglas en Bloomington, 16 de julio
- Discurso en Springfield por Douglas, 17 de julio (Lincoln no estuvo presente)
- Discurso de Lincoln en Springfield, 17 de julio (Douglas no estuvo presente)
- Correspondencia preliminar de Lincoln y Douglas, 24 al 31 de julio[5]

Los debates se llevaron a cabo en siete ciudades del estado de Illinois:
- Ottawa el 21 de agosto
- Freeport el 27 de agosto
- Jonesboro el 15 de septiembre
- Charleston el 18 de septiembre
- Galesburg el 7 de octubre
- Quincy el 13 de octubre
- Alton el 15 de octubre

La esclavitud fue el tema principal de los debates Lincoln-Douglas, particularmente el tema de la expansión de la esclavitud en los territorios. La Ley de Kansas-Nebraska de Douglas derogó la prohibición del Compromiso de Misuri sobre la esclavitud en los territorios de Kansas y Nebraska y la reemplazó con la doctrina de la soberanía popular, lo que significaba que la gente de un territorio podía votar si permitía la esclavitud. Durante los debates, tanto Lincoln como Douglas apelaron a los "Padres" (Padres Fundadores) para reforzar sus casos.

### Ottawa
Lincoln dijo en Ottawa:

La odio [la indiferencia hacia la esclavitud] debido a la monstruosa injusticia de la esclavitud misma. Lo odio porque priva a nuestro ejemplo republicano de su justa influencia en el mundo - permite a los enemigos de las instituciones libres, con verosimilitud, burlarse de nosotros como hipócritas - hace que los verdaderos amigos de la libertad duden de nuestra sinceridad, y especialmente porque obliga a eso. muchos hombres realmente buenos entre nosotros en una guerra abierta con los principios fundamentales de la libertad civil, criticando la Declaración de Independencia e insistiendo en que no existe un principio correcto de acción sino el interés propio.

Lincoln dijo en el primer debate, en Ottawa, que la soberanía popular nacionalizaría y perpetuaría la esclavitud. Douglas respondió que tanto los whigs como los demócratas creían en la soberanía popular y que el Compromiso de 1850 era un ejemplo de ello. Lincoln dijo que la política nacional era limitar la propagación de la esclavitud, y mencionó la Ordenanza del Noroeste de 1787 como un ejemplo de esta política, que prohibió la esclavitud en gran parte del Medio Oeste. 
El Compromiso de 1850 permitió que los territorios de Utah y Nuevo México decidieran a favor o en contra de la esclavitud, pero también permitió la admisión de California como estado libre, redujo el tamaño del estado esclavista de Texas ajustando sus límites y terminó con el comercio de esclavos (pero no con la esclavitud en sí) en el Distrito de Columbia. A cambio, el Sur obtuvo una Ley de esclavos fugitivos más fuerte que la versión mencionada en la Constitución. Douglas dijo que el Compromiso de 1850 reemplazó la prohibición del Compromiso de Misuri sobre la esclavitud en el territorio de Compra de Louisiana al norte y al oeste del estado de Misuri, mientras que Lincoln dijo, siendo un tema al que volvió en el debate de Jonesboro, que Douglas se equivocó al encontrar en la "Soberanía Popular" y en la decisión de Dred Scott armonía con el Compromiso de 1850. Al contrario, la "soberanía popular" nacionalizaría la esclavitud. 
Hubo comentarios partidistas, como las acusaciones de Douglas de que los miembros del partido "Republicano Negro" eran abolicionistas, incluido Lincoln, y citó como prueba el Discurso dividido de la Cámara de Lincoln, en el que dijo: "Creo que este gobierno no puede soportar permanentemente ser medio esclavo y medio libre". Douglas también acusó a Lincoln de oponerse a la decisión de Dred Scott porque "priva al negro de los derechos y privilegios de la ciudadanía". Lincoln respondió que "la próxima decisión de Dred Scott" podría permitir que la esclavitud se extendiera a estados libres. Douglas acusó a Lincoln de querer derrocar las leyes estatales que excluían a los negros de estados como Illinois, que eran populares entre los demócratas del norte. Lincoln no defendió la igualdad social completa, pero dijo que Douglas ignoraba la humanidad básica de los negros y que los esclavos tenían el mismo derecho a la libertad, afirmando: "Estoy de acuerdo con el juez Douglas en que [el negro] no es mi igual en muchos aspectos, ciertamente no en color, tal vez no en dotes morales o intelectuales. Pero en el derecho a comer el pan, sin el permiso de nadie más y ganado con su propia mano, es mi igual y el igual del juez Douglas, y el igual de todo hombre vivo".
Lincoln dijo que no sabía cómo debería suceder la emancipación. Creía en la colonización de África por esclavos emancipados, pero admitió que no era práctico. Dijo que estaría mal que los esclavos emancipados fueran tratados como "subordinados", pero que había una gran oposición a la igualdad social y política y que "un sentimiento universal, bien o mal fundado, no puede ser ignorado con seguridad". Dijo que la indiferencia pública de Douglas resultaría en la expansión de la esclavitud porque moldearía el sentimiento público para aceptarla. Como dijo Lincoln, "el sentimiento público lo es todo. Con el sentimiento público, nada puede fallar; sin él, nada puede tener éxito. En consecuencia, el que moldea el sentimiento público va más profundo que el que promulga estatutos o pronuncia decisiones. Hace que los estatutos y las decisiones sean posibles o imposibles de ejecutar". Dijo que a Douglas "no le importa si la esclavitud se rechaza o se vota a favor", y que "apagaría las luces morales que nos rodean" y erradicaría el amor a la libertad.

### Freeport
En el debate en Freeport, Lincoln obligó a Douglas a elegir entre dos opciones, cualquiera de las cuales dañaría la popularidad de Douglas y las posibilidades de ser reelegido. Le pidió a Douglas que integrara la soberanía popular con la decisión de Dred Scott de la Corte Suprema. Douglas respondió que la gente de un territorio podía mantener fuera la esclavitud a pesar de que la Corte Suprema dijo que el gobierno federal no tenía autoridad para excluir la esclavitud, simplemente negándose a aprobar un código de esclavitud y otras leyes necesarias para proteger la esclavitud. Douglas alienó a los sureños con esta Doctrina de Freeport, que dañó sus posibilidades de ganar la presidencia en 1860. Como resultado, los políticos sureños utilizaron su demanda de un código esclavista para abrir una brecha entre las alas norte y sur del Partido Demócrata, dividiendo al partido político mayoritario en 1858.
Douglas no logró obtener apoyo en todas las secciones del país a través de la soberanía popular. Al permitir la esclavitud donde la mayoría la quería, perdió el apoyo de los republicanos liderados por Lincoln, que pensaban que Douglas no tenía principios. Perdió el apoyo del Sur al derrotar la Constitución de Lecompton pro esclavitud y abogar por una Doctrina de Freeport para detener la esclavitud en Kansas, donde la mayoría eran contra la esclavitud. 

### Jonesboro
En su discurso en Jonesboro, Lincoln dijo que la expansión de la esclavitud ponía en peligro a la Unión y mencionó las controversias que provocó en Misuri en 1820, en los territorios conquistados a México que llevaron al Compromiso de 1850, y nuevamente con la controversia sobre la esclavitud con los acontecimientos del Bleeding Kansas. Dijo que la crisis se alcanzaría y pasaría cuando la esclavitud se pusiera "en el curso de la extinción definitiva". 

### Charleston
Antes del debate en Charleston, los demócratas levantaron una pancarta que decía "Igualdad de los negros" con una foto de un hombre blanco, una mujer negra y un niño mulato.
Lincoln comenzó su discurso aclarando que sus preocupaciones sobre la esclavitud no se equiparaban con el apoyo a la igualdad racial. Él afirmó:

Diré entonces que no estoy, ni he estado nunca a favor de lograr de ninguna manera la igualdad social y política de las razas blanca y negra, que no estoy ni he estado nunca a favor de hacer votantes o jurados de negros, ni de calificarlos para ocupar cargos públicos, ni para casarse con blancos; y además diré que hay una diferencia física entre las razas blanca y negra que creo que prohibirá para siempre que las dos razas vivan juntas en términos de igualdad social y política. Y en la medida en que no puedan vivir así, mientras permanezcan juntos debe existir la posición de superior e inferior, y yo, tanto como cualquier otro hombre, estoy a favor de que se asigne la posición superior a la raza blanca.

En su respuesta posterior, Stephen Douglas dijo que Lincoln tenía un aliado en Frederick Douglass en la predicación de las "doctrinas de la abolición". Dijo que Frederick Douglass les dijo a "todos los amigos de la igualdad y la ciudadanía de los negros que se unieran como un solo hombre en torno a Abraham Lincoln". También acusó a Lincoln de falta de coherencia al hablar sobre el tema de la igualdad racial (en el debate de Charleston) y citó las declaraciones anteriores de Lincoln de que la declaración de que todos los hombres son creados iguales aplica tanto a negros como a blancos. 
En respuesta al cuestionamiento de Douglas sobre el apoyo de Lincoln a la ciudadanía negra, si no la igualdad total, Lincoln aclaró más en su réplica: "Le digo muy francamente que no estoy a favor de la ciudadanía negra".  

### Galesburg
En Galesburg, utilizando citas del discurso de Lincoln en Chicago, Douglas intentó de nuevo demostrar que Lincoln era un abolicionista debido a su insistencia en el principio de que "todos los hombres son iguales". 

### Alton
En Alton, Lincoln intentó conciliar sus declaraciones sobre la igualdad. Dijo que los autores de la Declaración de Independencia "pretendían incluir a todos los hombres, pero no pretendían declarar a todos los hombres iguales en todos los aspectos". Como dijo Lincoln, "tenían la intención de establecer una máxima estándar para la sociedad libre que debería ser familiar para todos, constantemente observada, constantemente trabajada e incluso, aunque nunca perfectamente alcanzada, constantemente aproximada y, por lo tanto, constantemente difundida y profundizando su influencia, y aumentando la felicidad y el valor de la vida para todas las personas, de todos los colores, en todas partes". Él contrastó su apoyo a la Declaración con las declaraciones de oposición hechas por John C. Calhoun y el senador John Pettit de Indiana, quienes llamaron a la Declaración "una mentira evidente por sí misma". Lincoln dijo que el presidente del Tribunal Supremo Roger Taney y Stephen Douglas se oponían a la verdad evidente de Thomas Jefferson, deshumanizaban a los negros y preparaban la mente pública para pensar en ellos como única propiedad. Lincoln pensó que la esclavitud debía tratarse como un mal y evitar que creciera. 
Como Lincoln dijo en Alton:

Es la eterna lucha entre estos dos principios, el correcto y el incorrecto, en todo el mundo. ... Es el mismo espíritu que dice: "Tú trabaja y cánsate y gana el pan, y yo lo comeré". No importa en qué forma venga, ya sea de la boca de un rey que busca dominar al pueblo de su propia nación y vivir del fruto de su trabajo o de una raza de hombres como una disculpa por esclavizar a otra raza: es el mismo principio tiránico.

Aaron Copland puso música a estas palabras en su Retrato de Lincoln. 
Lincoln usó una serie de frases coloridas en los debates. Dijo que un argumento de Douglas convirtió un castaño de indias (o "castaño de caballo") en un caballo castaño, y comparó una evasión de Douglas con la nube de tinta de un calamar. Lincoln dijo, en Quincy, que la Doctrina de Freeport de Douglas era una soberanía ociosa que era "tan delgada como la sopa homeopática que se hizo hirviendo la sombra de una paloma muerta de hambre".

## Resultados
La sorpresa de las elecciones de octubre fue el respaldo del ex whig John J. Crittenden a Douglas. Los ex whigs no republicanos constituían el bloque más grande de votantes indecisos, y el respaldo de Crittenden a Douglas en lugar de Lincoln redujo las posibilidades de ganar de Lincoln.
Los distritos se dibujaron para favorecer al partido de Douglas, y los demócratas ganaron 40 escaños en la Cámara de Representantes del estado, mientras que los republicanos ganaron 35. En el Senado estatal, los republicanos ocuparon 11 escaños y los demócratas 14. Douglas fue reelegido por la legislatura 54-46, a pesar de que los candidatos republicanos para la legislatura estatal recibieron juntos 24.094 votos más que los candidatos que apoyaban a Douglas. Sin embargo, la amplia cobertura mediática de los debates elevó en gran medida el perfil nacional de Lincoln, convirtiéndolo en un candidato viable para la nominación como candidato republicano en las siguientes elecciones presidenciales de 1860.
El presidente del comité republicano de Ohio, George Parsons, puso a Lincoln en contacto con el principal editor político de Ohio, Follett and Foster of Columbus. Publicaron copias del texto en Debates políticos entre el Excmo. Abraham Lincoln y Hon. Stephen A. Douglas en la Celebrada Campaña de 1858, en Illinois. Se hicieron cuatro ediciones y la cuarta vendió 16.000 copias.

## Conmemoración

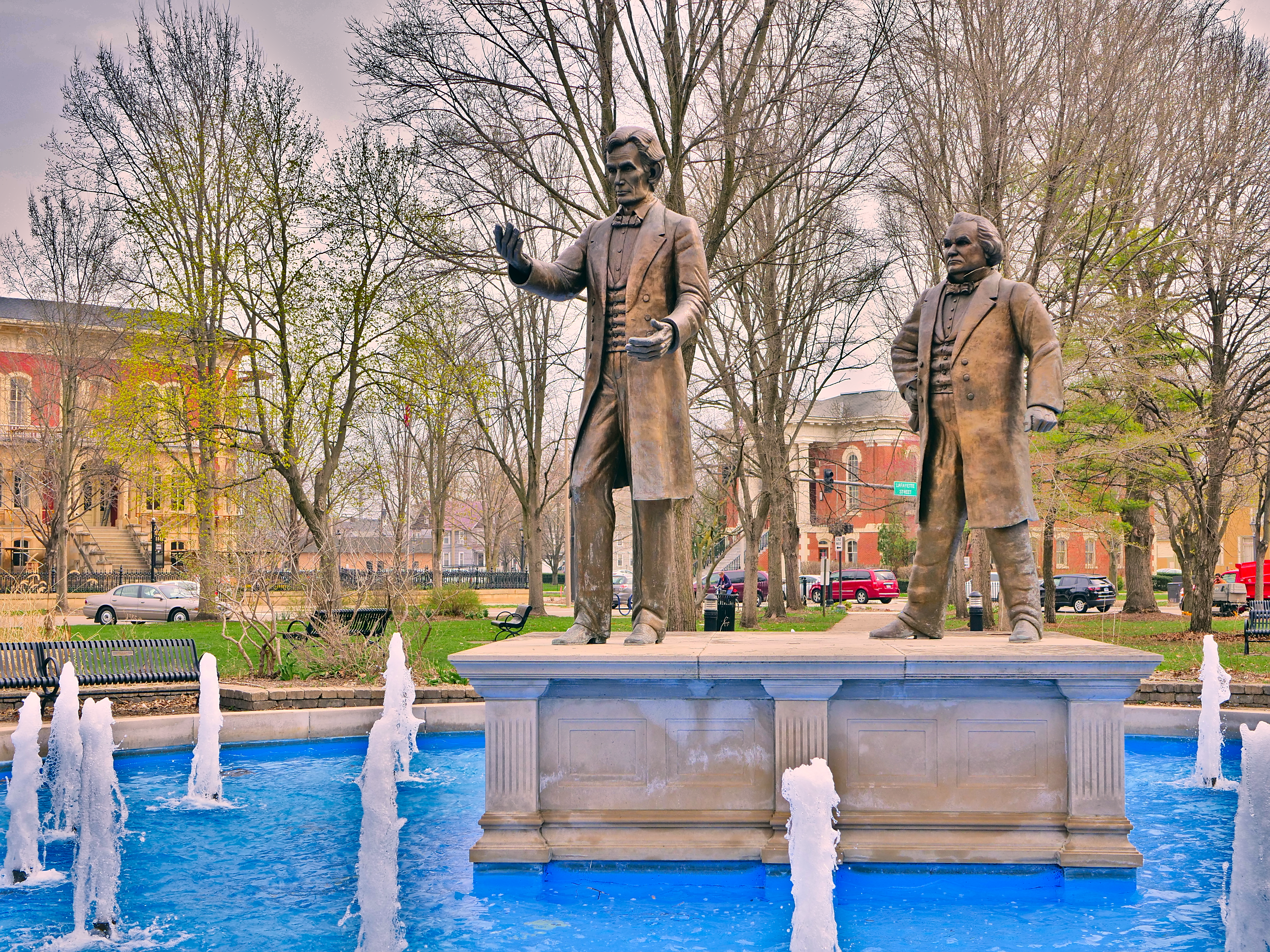
Estatua conmemorativa en el lugar del debate de Ottawa

En 1994, C-SPAN emitió una serie de recreaciones de los debates filmados en el lugar. Los lugares de debate en Illinois cuentan con placas y estatuas de Douglas y Lincoln.

## Otras lecturas
- El 1 de enero de 2009, BBC Audiobooks America publicó la primera grabación completa de los debates entre Lincoln y Douglas, protagonizada por los actores David Strathairn como Abraham Lincoln y Richard Dreyfuss como Stephen Douglas con una introducción de Allen C. Guelzo, profesor Henry R. Luce III de la era de la Guerra Civil en Gettysburg College. El texto de la grabación fue cortesía de la Asociación Abraham Lincoln como se presenta en The Collected Works of Abraham Lincoln .
- Jaffa, Harry V. (2009). Crisis of the House Divided: An Interpretation of the Issues in the Lincoln–Douglas Debates, 50th Anniversary Edition. University of Chicago Press. ISBN 978-0-226-39118-2.
- Good, Timothy S. (2007). The Lincoln–Douglas Debates and the Making of a President,. McFarland Press. ISBN 978-0-7864-3065-9.